# Zeile (Einheit)
Die Zeile war ein Volumen- und Zählmaß im Salzhandel. Diese Zeile Salz wurde als Gotteszeilensalz bezeichnet. 
Das Salz wurde im Pfannenhaus in hölzernen Fuderformen, die in einer Zeile (Reihe) standen, geschlagen. Die Menge wurde als der unentgeltliche Salzverschleiß bezeichnet und als fromme Salzstiftung genommen. Bekannt ist das Gotteszeilensalz aus dem Salzkammergut. Billig oder kostenfrei erfolgte die Abgabe an Klöster, Kirchen und Spitäler.
In einer Urkunde von 1313 werden elf Stiftungen an Gotteszeilensalz angeführt.
- 1 Zeile = 30 Fuder Salz